# Jean Joseph Tranchot

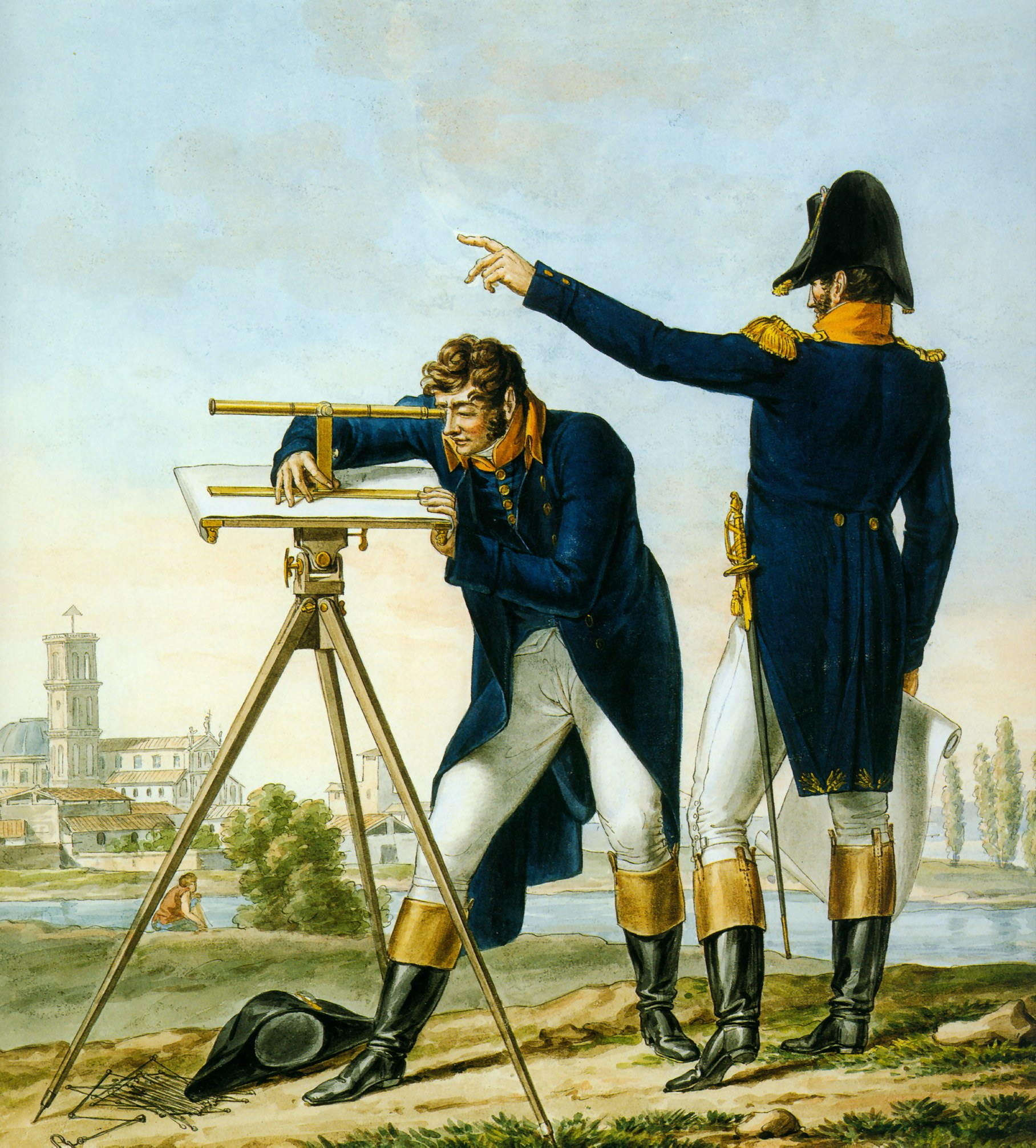
Militaire landmeters met planchet en vizierliniaal, Carle Vernet, 1812

Jean Joseph Tranchot (Kœur-la-Petite, 2 januari 1752 - Linas, april 1815) was een Franse kolonel en veldtopograaf. Zijn belang ligt in het topografisch vastleggen van het gebied tussen Maas en Rijn.

## Biografische schets
In 1774 deed Tranchot zijn eerste ervaringen op tijdens de driehoeksmeting van Corsica, in opdracht van de Franse Kroon. Bij Pierre Méchain verwierf hij meer kennis over trigonometrie en sterrenkunde, wat hem behulpzaam was voor het in kaart brengen van Corsica, Sardinië en de Toscaanse kust. In 1791 kreeg hij daarvoor bijzondere waardering van de Académie des Sciences.

Tranchot's bladindeling van de linker Rijnoever, met Pruissische uitbreiding

Tussen 1792 en 1799 nam hij deel aan de opmetingen door Pierre Méchain van de Meridiaan van Parijs tussen Duinkerke, Parijs en Barcelona. Beiden legden zich toe op het deel zuidelijk van Parijs. In 1794 werd Tranchot ingelijfd in de wetenschappelijke staf van het Dépôt-Général de la Guerre, de dienst die de cartografie van het Napoleontische leger beheerde. In de rang van kolonel werd hij aangesteld als hoofd van het Bureau topographique de la carte des quatre Départements réunis de la rive gauche du Rhin (Topografisch bureau voor de kaart van de vier verenigde departementen op de linker Rijnoever). Tranchot kreeg daarmee de leiding van de legerafdeling die de door Frankrijk ingelijfde gebieden tussen de Maas en de Rijn in kaart bracht. De kartering heeft plaatsgevonden tussen 1801 en 1828, en werd na de Franse tijd voortgezet door de Pruisische cartograaf von Müffling.
Tranchot en zijn staf ontwikkelden nieuwe karteringstechnieken. Tussen 1801 en 1810 werd op de linkeroever van de Rijn het driehoeksnet van de eerste orde ingemeten. Ze verbeterden meetinstrumenten en -methoden en ontwikkelden nieuwe werkprocessen waarbij veel gebruik werd gemaakt van de planchet met vizierliniaal en meetketting. Zo ontstond een kaartenreeks van, voor die tijd, ongekende kwaliteit. Veel historici maken ook nu nog veelvuldig gebruik van het materiaal vanwege de nauwkeurigheid en overvloed aan detail. Bonaparte was zeer kritisch over de veelheid aan details en klaagde dat de militaire cartografische dienst zich bezighield met kadasterwerk: "Je ne sais pas pourquoi la Guerre veut faire des cadastres."
Jean Joseph Tranchot overleed in april 1815 in Linas, bij Parijs, na een hersenbloeding.

## Tranchotkaarten
De kaarten waren door Bonaparte besteld als de uitbreiding tot aan de Rijn van de Cassinikaart en de Ferrariskaart. De schaal van de manuscriptkaarten bedroeg 1:10.000 en zijn verkleind naar 1:20.000 (1 cm op kaart is 200 meter in werkelijkheid). In het vredesverdrag van Parijs (1814) werd bepaald dat het complete kaartwerk van Tranchot (149 1:10.000 bladen en 170 1:20.000 bladen) waaronder die van de huidige provincie Nederlands Limburg die tussen 1802 en 1807 waren opgenomen, aan het koninkrijk Pruisen zouden worden overgedragen. De topografische opname van het Rijnland werd van 1816 tot 1828 in opdracht van Pruisen voortgezet onder leiding van generaal-majoor F.C. Freiherr von Müffling. De driehoeksmeting werd uitgevoerd vanuit de Lousberg bij Aken, Tranchot liet hier een obelisk oprichten ter ere van Napoleon Bonaparte.
De originelen van de kaarten bevinden zich in de Staatsbibliothek Preussischer Kulturbesitz in Berlijn in Duitsland.
|  |  |